# Хлуп'янець Вадим Васильович
Вадим Васильович Хлуп'янець (4 червня 1996, м. Донецьк — 15 листопада 2022, м. Бахмут, Донецька область) — український артист балету Київського національного академічного театру оперети. Учасник російсько-української війни, який загинув під час російського вторгнення в Україну.

## Життєпис
Народився 4 червня 1996 у Донецьку. Навчався в україномовному класі школи № 91.
Після окупації Донецька родина переїхала до рідні в село Старий Дорогинь Народицького району Житомирської області. З 16 червня 2014 року Вадим Хлуп'янець був у статусі переселенця у Народницькій селищній громада.
Закінчив Київський хореографічний коледж. 2015-го поступив на посаду артиста балету до Київського національного академічного театру оперети. Займався спортом — грав у футбол та шахи. Брав участь у спортивному житті театру (у 2017 році був визнаний кращим бомбардиром у турнірі з мініфутболу серед театральних команд Києва). У вільних від роботи час навчався хіп-хопу.

### Російське вторгнення в Україну
На початку повномасштабного російського вторгнення в Україну вступив до тероборони, згодом пішов на фронт добровольцем у складі комбатанського об'єднання «Легіон Свободи» Національної гвардії України. З позивним «Магнум» пройшов Рубіжне, Сєверодонецьк, Лисичанськ, Зайцеве.
Загинув від кулі снайпера під Бахмутом 15 листопада 2022 року (перша хвиля повідомлень про смерть 13 листопада згодом була уточнена).
Церемонія прощання відбулася 24 листопада 2022 року, у приміщенні Київського національного академічного театру оперети, в день пре'єри вистави «The ball» (реж. Маттео Спіацці, Італія), роль в якій Вадим репетирував та не зіграв (перший прем'єрний показ колектив театру присвятив Вадиму). Серед присутніх на церемонії були близькі загиблого, колеги та військові, небайдужі громадяни.
Похований на Житомирщині у селі Старий Дорогинь.

## Творчість

### Ролі в театрі
Як артист балету Київського національного академічного театру оперети задіяний у постановках:
- «За двома зайцями»
- «Кармен»
- «Таке єврейське щастя» Ігоря Поклада; реж. Сергій Сміян
- 2018 — «Скрипаль на даху» на музику Дж. Бока; реж. Богдан Струтинський
- 2018 — «Москалиця» Марії Матіос; реж. Влада Бєлозоренко
- 2021 — «Доріан Грей» Аса Яноша та Гунара Браунке за мотивами роману «Портрет Доріана Грея» Оскара Уайльда; реж. Вадим Прокопенко

### Фільмографія
- 2017 — повнометражний ігровий фільм «Ржака», реж. Дмитро Томашпольський[18]